# Грациадей, Майкл
Майкл Грациадей (англ. Michael Graziadei, род. 22 сентября 1979) — американский телевизионный актёр, наиболее известный благодаря своей роли Даниэла Ромалотти, сына Филлис Саммерс (Мишель Стэффорд), в дневной мыльной опере CBS «Молодые и дерзкие». Он снимался в шоу с 2004 по 2013 год, появившись в общей сложности в почти тысячи эпизодах, и дважды номинировался на дневную премии «Эмми».
Грациадей родился в Германии и в начале карьеры появился в нескольких театральных постановках. В 2004 году он получил роль в «Молодые и дерзкие», будучи лишь на четырнадцать лет моложе своей экранной матери, Мишель Стэффорд. В дополнение к мыльной опере, Грациадей появился в сериалах «Морская полиция: Спецотдел», «Мыслить как преступник», «90210: Новое поколение», «Касл», «C.S.I.: Место преступления», а также в нескольких эпизодах первого сезона «Американская история ужасов», в роли молодого любовника Констанс (Джессика Лэнг).
В начале 2013 года, после ухода из «Молодые и дерзкие», Грациадей получил одну из центральных ролей в неудачном пилоте прайм-тайм мыльной оперы ABC «Западная сторона», а осенью ещё одну роль в пост-апокалиптическом сериале Lifetime «Лотерея». В дополнение к этому, в том же году он появился в сериалах «Правосудие», «Список клиентов» и «Агенты «Щ.И.Т.»».